# Iso Venejärvi och Pieni Venejärvi
Iso Venejärvi och Pieni Venejärvi är en sjö i kommunen Lieksa i landskapet Norra Karelen i Finland. Den är 1,8 meter djup. Arean är 37 hektar och strandlinjen är 6,25 kilometer lång. Sjön  ingår i Vuoksens huvudavrinningsområde.   Den ligger omkring 81 kilometer nordöst om Joensuu och omkring 450 kilometer nordöst om Helsingfors. 